# Julián Barrientos
Pour les articles homonymes, voir Barrientos.
Julián Barrientos, né le 12 mars 1994 à Santa Rosa, est un coureur cycliste argentin.

## Biographie
En 2013, Julián Barrientos évolue sous les couleurs du club basque Café Baqué-Conservas Campos. L'année suivante, il s'impose sur l'Insalus Saria et termine notamment deuxième d'une étape au Tour du Portugal de l'Avenir.
En 2016, il remporte l'Andra Mari Sari Nagusia et obtient de nombreuses places d'honneur, en particulier sur le circuit basque. Il passe ensuite professionnel en 2017 au sein de la nouvelle équipe continentale Bolivia. Bon grimpeur, il termine quatorzième du Tour de San Juan. 
En début d'année 2021, il est suspendu quatre ans par la Fédération argentine pour dopage.

## Palmarès et résultats

### Palmarès par année
- 2010
  -  Champion d'Argentine sur route cadets
  - 3e du championnat d'Argentine du contre-la-montre cadets
- 2011
  - 3e du championnat d'Argentine sur route juniors
- 2012
  - 2e du championnat d'Argentine sur route juniors
- 2013
  - 2e du Trophée Eusebio Vélez
  - 2e du Gran Premio San Antonio
- 2014
  - Insalus Saria
  - 2e du Gran Premio San José
- 2016
  - Andra Mari Sari Nagusia
  - 2e du Circuito Sollube
  - 3e du Mémorial José María Anza
  - 3e de la Prueba Alsasua
- 2017
  - 2e du Xanisteban Saria
  - 3e du Premio San Pedro
- 2018
  - 5eb étape de la Doble Bragado (contre-la-montre par équipes)
  - Gran Premio Navidad
- 2019
  - 5e étape de la Doble Bragado
  - Championnat de Galice
  - Grand Prix de la ville de Río Tercero
  - 2e du Trofeo Ayuntamiento de Zamora

### Classements mondiaux
| Année           | 2014 |
| --------------- | ---- |
| UCI Europe Tour | 941e |